# Коронавірусна хвороба 2019 у Камбоджі
Спалах коронавірусної хвороби 2019 у Камбоджі — це поширення пандемії коронавірусної хвороби 2019 на територію Камбоджі. Перший випадок хвороби на території країни зареєстровано 27 січня 2020 року в місті Сіануквіль. Незважаючи на те, що протягом 2020 року було підтверджено низку завезених випадків та передачу прямим контактам, жодної місцевої передачі вірусу в країні не було виявлено до 29 листопада 2020 року. Станом на липень 2021 року Пномпень був найбільш постраждалою провінцією з більшістю заражень і смертей. Провінція Бантеаймеантьєй займала друге місце по числу випадків хвороби, а провінція Кандаль займала друге місце за кількістю смертей.
Заходи служби охорони здоров'я в країні очолювало міністерство охорони здоров'я за підтримки Центрів контролю та профілактики захворювань у США, Всесвітньої організації охорони здоров'я та Інституту Пастера в Камбоджі. Відстеження контактів, карантин, перевірка прибуваючих до країни, і публічні повідомлення щодо гігієни, соціального дистанціювання та носіння масок були центральними елементами стратегії стримування в країні. Згідно з оцінкою Global Health Index за 2019 рік, Камбоджа посідала 89-те місце з 195 країн щодо готовності до епідемії інфекційних захворювань.
Початкова реакція Камбоджі була повільною — під час початкового спалаху в Китаї було введено кілька міжнародних обмежень на подорожі, громадяни Камбоджі не були евакуйовані з Уханя, а прем'єр-міністр Хун Сен применшив загрозу. Камбоджа дозволила пасажирам круїзного лайнера MS Westerdam висадитися на своїй території в лютому 2020 року після того, як кораблю було відмовлено у заходи в порти інших країн. Починаючи з березня, коли пандемія поширилася по всьому світу, Камбоджа створила власний центр боротьби з епідемією, та запровадила обмеження на прибуття до країни, закриті навчальні заклади, швейні фабрики та розважальні заклади, а великі державні свята були скасовані. Суперечливий закон про надзвичайний стан був прийнятий у квітні 2020 року, але тривалий час так і не був реалізований. До вересня 2020 року більшість обмежень у країні було знято. У листопаді в Пномпені були відновлені деякі обмеження, і тисячі камбоджійських державних службовців і тих, що з ними контактували, пішли на карантин після одноденного візиту міністра закордонних справ Угорщини Петера Сіярто, в якого підтвердився позитивний результат тестування після прибуття в Бангкок. 29 листопада 2020 року в Пномпені було виявлено перший місцевий кластер передачі вірусу, причому підозрювалося, що коронавірус потрапив до країни десь у жовтні та поширювався непоміченим. Країна розпочала свою програму вакцинації, та пережила найбільший спалах хвороби у лютому 2021 року, який, найімовірніше, був пов'язаний з порушенням карантину в Пномпені, що призвело до спалахів у нічних закладах. Камбоджа повідомила про першу смерть у країні 11 березня 2021 року. Коли варіант B.1.1.7 поширився на столичних ринках і швейних фабриках, то комендантська година була посилена до першого в країні карантину у Пномпені та Тахмау у квітні 2021 року, оскільки ВООЗ попередила, що система охорони здоров'я Камбоджі ризикує стати перевантаженою. Пізніше провінційна влада запровадила обмеження в інших місцях, оскільки в них відбулись спалахи хвороби.
Всесвітня організація охорони здоров'я високо оцінила протиепідемічні заходи Камбоджі до липня 2020 року, та її відношення до лайнера MS Westerdam. Критика включала применшення прем'єр-міністром Хун Сеном ризику спалаху на ранніх стадіях пандемії, переслідування критиків уряду, і процедури тестування та нагляду, особливо в переповнених в'язницях. Пандемія серйозно вплинула на економіку, зокрема на туризм і легку промисловість, з прогнозами тривалого зростання бідності, боргів та безробіття.

## Хронологія

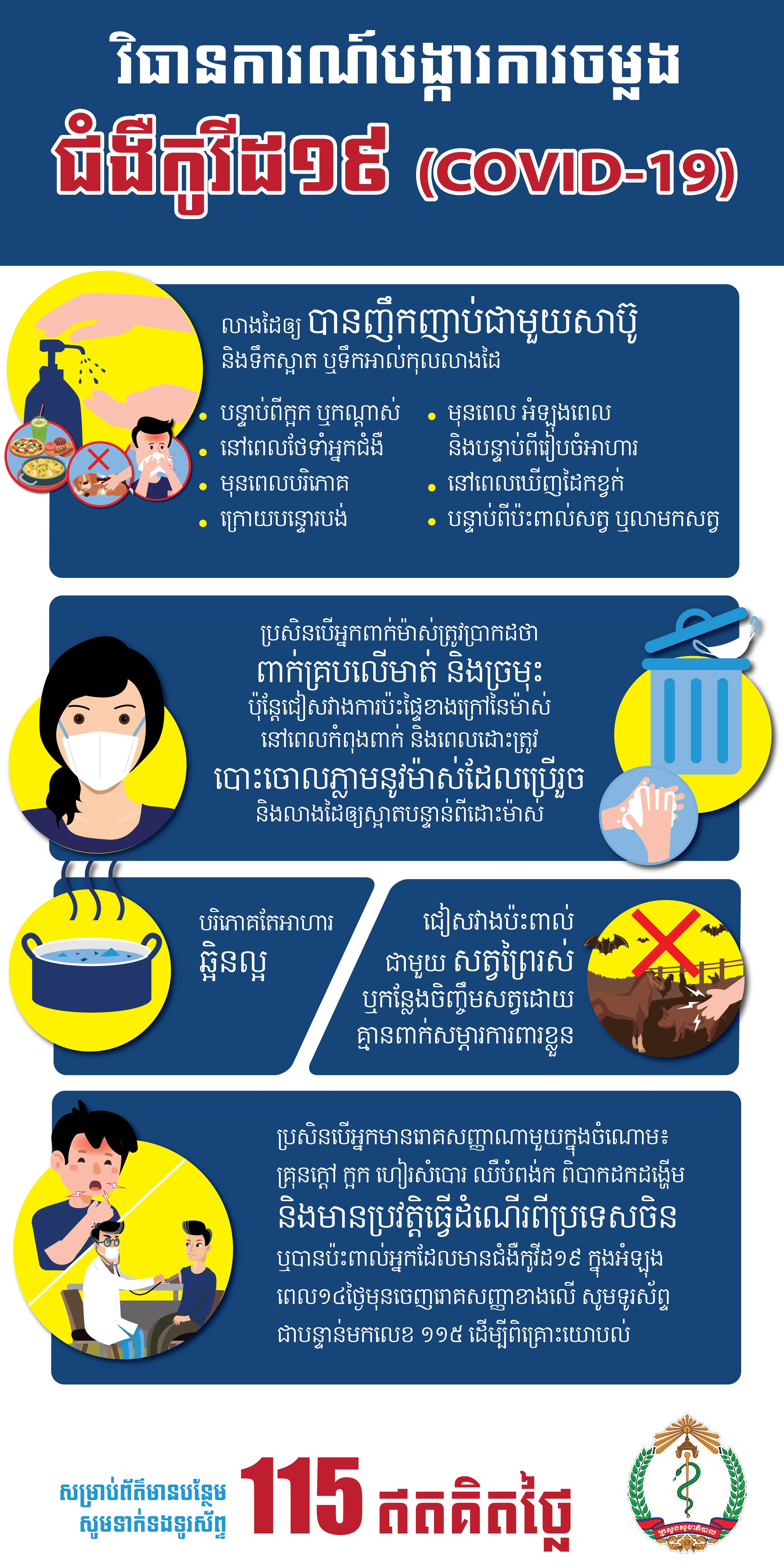
Плакат з ілюстрацією профілактичних заходів при COVID-19 Камбоджійського центру контролю за інфекційними хворобами

### 27 січня
Увечері 27 січня 2020 року в місті Сіануквіль підтверджено перший випадок коронавірусної хвороби в Камбоджі у 60-річного китайця, який прибув до країни 23 січня з Уханя з сім'єю. Ще трьох членів його сім'ї, які не мали симптомів хвороби, помістили в карантин, а самого хворого госпіталізували до місцевої лікарні Преа Сіханук у окрему палату.

### 10 лютого
В офіційній заяві міністерства охорони здоров'я країни сказано, що після двох тижнів обсервації та лікування перший хворий коронавірусною хворобою в країні одужав, що підтверджується від'ємним результатом третього обстеження на коронавірус, проведеного Пастерівським інститутом Камбоджі. Члени його сім'ї також були виписані з карантину, та наступного дня відлетіли до Китаю, оскільки до цього часу більшість з 80 китайських громадян, які прилетіли з хворим тим самим авіарейсом до Сіануквіля, вже повернулися на батьківщину, незважаючи на те, що місто Ухань закрили на карантин.

### 13 лютого
За повідомленнями засобів масової інформації, круїзний лайнер MS Westerdam, на борту якого знаходились 1455 пасажирів і 802 члени екіпажу, з них 651 осіб були громадянами США, здійснював круїзний рейс із заходом у низку портів по всій Азії. Круїзний лайнер заходив у порт Гонконга саме в той час, коли в ньому стався спалах коронавірусної хвороби. 13 лютого 2020 року MS Westerdam пришвартувався в порту Сіануквіля, після того, як у портах чотирьох країн йому відмовили в праві на захід у зв'язку з побоюваннями завезення коронавірусної хвороби. Близько 20 пасажирів, у яких були симтоми застуди, оглянуті лікарями та протестовані на коронавірус, решта пасажирів лише вимірювали температуру та відповідали на питання з форми для опитування підозрілих на коронавірусну хворобу. Більшість із пасажирів змогли зійти на берег. Проте в одної зі 145 пасажирів лайнера, які зійшли на берег у Малайзії, 83-річної американки, пізніше виявлено коронавірусну хворобу, що викликало підозри, що й інші пасажири можуть бути інфіковані коронавірусом. Хоча після виявлення хворої на борту решту 781 пасажира ізолювали та обстежували на коронавірус, проте адміністрацію MS Westerdam критикували, оскільки круїзний лайнер не був пристосований для карантину, й пасажири могли спілкуватися. Повідомлялось також, що буцімто актор-комік зі штату Орегон, якого найняли для розважальних виступів під час рейсу на MS Westerdam, зумів утекти з карантину на кораблі, та пізніше повернутися до Сіетла. Щоправда, пізніше він стверджував, що ніякого карантину на судні не було, і Центри з контролю та профілактики захворювань у США зняли з нього підозру на коронавірусну хворобу. Згідно повідомлення Центрів з контролю та профілактики захворювань у США, яке опубліковане 6 березня американка, у якої виявлено коронавірусну хворобу на MS Westerdam, за даними повторного обстеження, яке проведено пізніше, визнана здоровою, та такою, яка ніколи не хворіла COVID-19. Хоча центри контролю не обстежували жінку безпосередньо від самого початку, проте підтверджено, що після позитивного тесту в неї два наступних результати були від'ємними. У заяві сказано, що пояснення тому, що перший результат у неї був позитивний, поки що немає, висловлено думку, що в неї могли бути інші респіраторні інфекції.

### 7 березня
Другим випадком коронавірусної хвороби в країні став 38-річний камбоджієць з Сіємреапа. Він був одним із чотирьох осіб (троє родичів-камбоджійців та японка), яких помістили в карантин у лікарню в Сіємреапі, оскільки вони усі мали прямий контакт з 40-річним японцем, який покинув Камбоджу 3 лютого, і після повернення на батьківщину в нього в Міжнародному аеропорту Чюбу, розміщеному в префектурі Айті, виявлено позитивний тест на коронавірус. У Сіємреапі після контакту з цим громадянином Японії на самоізоляцію відправлено 40 осіб. Уряд вирішив закрити усі школи в місті, та скасувати щорічне свято Сонгкран у місті.

### 10 березня
Міністерство охорони здоров'я країни повідомила про виявлення третього випадку коронавірусної хвороби. Ним стала 65-річна британська туристка, у якої підтвердився позитивний результат на коронавірус у Кампонгтямі. Вона була пасажиром круїзного корабля «Viking Cruise Journey», який прямував з Хошиміна до Кампонгтяма. Вона прилетіла до Ханоя з Лондона 2 березня, після чого прибула до Хошиміна разом з чотирма іншими британськими туристами. Після прибуття до Пномпеня вона дізналась, що одна з в'єтнамських жінок, що летіла з нею одним рейсом з Лондона, інфікована коронавірусом. П'яти особам з цієї групи рекомендовано здати аналіз на коронавірус, проте двоє з них відмовились, повідомивши, що вони здорові та не мають ніяких симптомів, до того дня, коли їх круїзний лайнер прибув до Кампонгтяма.

### 11 березня
Після виявлення хворих пасажирів на лайнер доставлена бригада для обстеження інших 29 пасажирів та 34 членів екіпажу, пізніше всіх їх помістили в карантин у одному з міських готелів. Громадянку Великої Британії на її прохання для подальшого лікування переведено до королівської лікарні у Пномпені, її перевезення проведене за узгодженням з ВООЗ.

### 12 березня
Ополудні підтверджено, що ще у двох пасажирів круїзного лайнера «Viking Cruise Journey» підтвердився позитивний результат обстеження на коронавірус. Ними виявились 73-річний британець та його 69-річна дружина, після чого кількість виявлених хворих в країні зросла до 5. У зв'язку з поважним віком подружжя перевели до лікарні кхмерсько-радянської дружби у Пномпені.

### 13 березня
Представники міністерства охорони здоров'я повідомили про виявлення ще двох випадків коронавірусної хвороби, після чого загальна кількість випадків у країні зросла до 7. Новими хворими виявились 49-річний канадець та 33-річний бельгієць, які знаходились на карантині в Пномпені в лікарні кхмерсько-радянської дружби. Представники владних структур розпочали відстеження осіб, які мали контакт із новими хворими.
Симптоми коронавірусної хвороби місцеві лікарі запідозрили в двох відвідувачів музею геноциду Туолсленг (у британця та його знайомої, канадки, яка працювала в Китаї), після чого їх госпіталізували до пномпенської лікарні кхмерсько-радянської дружби. Британець утік з лікарні, проте його знайшли в провінції Кампот, де госпіталізували. В обох результати обстежень на коронавірус виявились негативними, ймовірно вони перехворіли одним із видів тропічної гарячки. Проте у будь-якому разі вони мали дотримуватися режиму самоізоляції для виключення будь-яких негативних наслідків для оточуючих.
З 13 березня круїзним суднам заборонено заходити в порти країни та сходити на берег екіпажу та пасажирам суден, як на контрольно-пропускному пункті Камсамнар, так і на інших контрольно-пропускних пунктах.

### 14 березня
14 березня міністерство освіти, спорту та молоді Камбоджі о 12:57 опублікувало повідомлення, в якому сказано, що міністерство видало розпорядження про закриття всіх учбових закладів у Пномпені та Сіємреапі на невизначений термін. Згідно з прес-релізом міністерства охорони здоров'я Камбоджі, оголошується заборона на в'їзд до країни осіб з території Італії, Німеччини, Іспанії, Франції та США, усі в'їзні візи для цих громадян будуть призупинені. Цей захід запроваджується на тридцять днів, та розпочинає діяти з 17 березня.

### 15 березня
До списку країн, громадянам яких призупинені дозволи на в'їзд до країни, додано Іран, який став шостою країною в цьому списку. Це рішення вступило в силу з 18 березня.
Того ж дня у Пномпені о 17:00 підтверджено ще один випадок коронавірусної хвороби у французького громадянина 35 років. Він разом із дружиною та чотиримісячною дитиною авіарейсом прибув з Парижа до Сінгапура 13 березня. У Сінгапурі в нього з'явились скарги на підвищення температури тіла, після чого йому зробили аналіз на коронавірус, після чого йому заборонили покидати територію карантинної зони до того, як будуть готові результати аналізу. Проте після наступного огляду цьому пасажиру дозволено продовжити поїздку, а про результати його аналізу буде повідомлено пізніше. після цього цей французький громадянин уранці 14 березня відлетів разом із родиною до аеропорту Пномпеня. Цього ж дня стало відомо, що в нього виявився позитивним аналіз на коронавірус. 15 березня чоловіка госпіталізували до пномпеньської лікарні кхмерсько-радянської дружби, а його дружина й дитина залишились удома під спостереженням лікарів. Контактували з цим чоловіком 24 пасажири літака, на якому він прибув до країни (включно з членами його родини), а також двох співробітників транспортної компанії, які доставили його до помешкання в Пномпені, усіх цих осіб взято під спостереження лікарів. У 21 годині увечері опубліковано повідомлення про виявлення ще 4 випадків хвороби у країні. До цих випадків входили 4-місячна дитина французького громадянина, камбоджійця, який прибув із Франції, та ще двох місцевих мусульман, віком 35 та 39 років, які відвідали мечеть поблизу Куала-Лумпуру в Малайзії 29 лютого. Ще 10 мусульман, які відвідували цю мечеть у Малайзії, повернулись до провінції Преахвіхеа, ще один повернувся до міста Стингтраенг, у період з 3 до 14 березня. Представники владних структур Малайзії повідомили, що серед присутніх на богослужінні в цій мечеті виявлено інфікованих коронавірусом. Решта 8 осіб, які повернулися з богослужіння в Малайзії, чекали результатів обстеження.

### 16 березня
16 березня закрито всі школи в країні.

### 17 березня
Протягом двох днів кількість підтверджених випадків хвороби в країні зросло до 33. О 8:30 17 березня у країні виявлено 12 нових випадків коронавірусної хвороби. У низці провінцій країни виявлено інфікування 11 камбоджійських громадян, які були серед 79 осіб. які повернулися з богослужіння в мечеті в Малайзії. Ще один випадок зареєстрований у камбоджійця, який нещодавно повернувся з Таїланду. У 21:00 цього ж дня повідомлено про виявлення ще 9 випадків хвороби — 6 із групи мусульман, які відвідували мечеть у Малайзії, та ще 3 громадян Малайзії, які прибули організованою групою з 5 осіб. Ще двоє з цієї групи взяті на карантин після відвідування мечеті в провінції Кеп. Уряд країни своєю постановою закрив кінотеатри та караоке-клуби, а також заборонив усі концерти та релігійні зібрання.

### 18 березня
У країні виявлено ще 4 випади коронавірусної хвороби: двоє малайзійських громадян у Кампоті та двоє учасників релігійного руху Джамаат Табліг, які повернулися з Малайзії в селище Тбум Хмум.
Паралельно із закриттям урядом В'єтнаму всіх прикордонних переходів на кордоні з Камбоджею без попереднього повідомлення, міністерство закордонних справ Камбоджі вирішило призупинити рух через прикордонні переходи на кордоні з В'єтнамом, за винятком власників дипломатичних паспортів. Це рішення вступило в силу 20 березня, щоб запобігти низці незручностей для громадян обох країн. Цього ж дня повідомлено, що уряд Таїланду в односторонньому порядку закрив один із камбоджійсько-таїландських прикордонних переходів.
18 березня створено камбоджійський урядовий комітет з боротьби з поширенням COVID-19, до обов'язків якого входить визначення національної політики і стратегії, пов'язані з боротьбою з COVID-19, та контроль дії епідемії хвороби на політику, економіку та суспільство на національному та міжнародному рівнях. Цей комітет має стежити за виконанням стратегічного плану щодо запобігання, стримування та контролю поширення коронавірусної хвороби.

### 19 березня
19 березня в країні виявлено ще 10 випадків хвороби, 2 з яких дружини інфікованих чоловіків, 2 члени руху «Джамаат Табліг», та ще 6 малайзійських громадян.

### 20 березня
20 березня міністерство охорони здоров'я країни повідомило про виявлення 4 нових випадків хвороби — малайзійця та 3 камбоджійців, один з яких інфікувався унаслідок контакту з особою, яка повернулась з Малайзії, та не їздив за кордон тривалий час.

### 21 березня
21 березня о 21 годині підтверджено виявлення ще двох випадків коронавірусної хвороби в країні. Ними стали 67-річний та 80-річний французи, які прибули до міста Сіануквіль 18 березня як туристи. 37 осіб, які знаходились у контакті з хворими, направлені в карантин.

### 22 березня
Після кількаразового повторного обстеження на коронавірус 65-річній британській громадянці повідомили, що вона повністю одужала після коронавірусної хвороби. Пізніше повідомлено, що цього ж дня її виписали з лікарні.
Після двосторонніх переговорів представників Камбоджі та Таїланду було досягнуто домовленості про закриття кордону між країнами з 23 березня на 14 днів. Виняток було лише зроблено для прикордонного переходу Пойпет-Араньяпратхет, через який дозволено допускати лише важкі вантажні автомобілі за умови дотримання жорстких карантинних умов.
О 22:00 22 березня підтверджено коронавірусну хворобу в 29 осіб, які прибули до Камбоджі у складі одної туристичної групи, позитивний тест виявлено також і в двох камбоджійців. Туристична група прибула до країни 11 березня, та відвідала за цей час чотири провінції. Їх туристичний тур завершився 18 березня відвіданням міста Сіануквіль, ця група розмістилась у готелі в Пномпені, та мала вилетіти авіарейсом із місцевого аеропорту 21 березня.

### 23 березня
23 березня о 19:30 повідомлено про виявлення 3 нових випадків коронавірусної інфекції в країні, в тому числі матері 4-місячної дитини, яка знаходилась на лікуванні з дитиною в дитячій лікарні Канта-Бопа, та ще двох інших громадян Камбоджі.

### 24 березня
Міністерство охорони здоров'я Камбоджі повідомило про виявлення ще 4 нових випадків, унаслідок чого загальна кількість випадків коронавірусної хвороби в країні зросла до 91. Дві подружні пари, з Великої Британії та США, які були пасажирами судна «Viking Cruise Journey», більшість пасажирів якого виписали з карантину раніше, виписані з лікарні, та вилітають з Пномпеня чартерним рейсом наступного дня. Повідомлено також, що четверо хворих, двоє з Туонгхмум та двоє з Баттамбанга, мають два негативні тести на коронавірус, та готуються до виписки.

### 25 березня
25 березня в Камбоджі зареєстровано 5 нових випадків коронавірусної хвороби, 2 з французької туристичної групи, та троє камбоджійців, які тривалий час не виїздили за кордон. Цього дня одужало 4 хворих, троє з Пномпеня та один з Туонгхмума.
174 громадян Китаю відправлені в карантин у провінції Свайрієнг, коли після їх прибуття з Пномпеня у двох із них виявлено підвищену температуру.

### 26—31 березня
За повідомленням засобів масової інформації, 40 тисяч камбоджійців, які працювали в Таїланді, повернулись на батьківщину. Місцевій владі вказано взяти прибулих під пильне спостереження, та поінформувати їх про необхідні профілактичні заходи та самоізоляцію протягом двох тижнів.
26—28 березня в країні підтверджено позитивний результат у двох індонезійських громадян, які прибули з Таїланду, та камбоджійської сім'ї з чотирьох осіб, яка повернулась з поїздки до Франції. 29—31 березня додались також ще 6 нових випадків, унаслідок чого в країні зареєстровано 109 випадків хвороби. За повідомленням міністерства охорони здоров'я в країні зареєстровано ще 11 одужань після коронавірусної хвороби, зокрема в Коконгу, Бантеаямейнчеї, Пномпені, Кампонгчнангу, Баттамбангу та Сіємреапі.

28 березня уряд запровадив обмеження на поїздки до Камбоджі, що набувають чинності з 30 березня. Повідомлено, що призупиняється безвізовий в'їзд, видача туристичних та електронних віз, а також віз після прибуття всім іноземцям на один місяць. Будь-який іноземець, який в'їжджає до країни, повинен отримати попередню візу в дипломатичних представництвах Камбоджі, та надати медичну довідку, видану не пізніше ніж за 72 години до часу прибуття, та підтвердження того, що ця особа має щонайменше 50 тисяч доларів для медичного забезпечення.
Владні структури країни відстежили 340 осіб, які мали непрямі контакти з особами з французької туристичної групи, серед яких виявили багато інфікованих коронавірусом, в Сіємріапі.
30 березня видано розпорядження про призупинення роботи усіх казино в країні з 1 квітня.

### 1—9 квітня
Протягом перших дев'яти днів квітня в Камбоджі порахували 9 нових випадків, проте 9 квітня виявилося, що у виписаного раніше хворого виявився рецидив хвороби за два дні після одужання. Повідомлено, що 48 хворих у країні одужали, найбільше в Сіануквілі.
Для забезпечення продовольчої безпеки країни уряд Камбоджі з 6 квітня призупинив експорт рису з країни.
7 квітня уряд країни скасував своє попереднє рішення про повернення 150 камбоджійських громадян, які працювали в Малайзії, мотивуючи своє рішення епідеміологічною безпекою країни. З 7 квітня розпорядженням уряду наказано закрити масажні та інші оздоровчі салони. Скасовані святкування буддійського нового року, який цього року припав на 13—16 квітня, а більшість держслужбовців та працівників державних установ відправлені у відпустки. 8 квітня опублікована постанова про призупинення транспортного сполучення зі столицею країни та між провінціями, за винятком перевізників вантажів, військових та державних службовців, яка розпочинає діяти опівночі 10 квітня та триватиме до 16 квітня.

### 21 травня
Після відсутності протягом місяця нових випадків коронавірусної хвороби в країні 21 травня міністерство охорони здоров'я Камбоджі повідомило про виявлення випадку хвороби в чоловіка, який нещодавно повернувся з Філіппін. Інші 62 пасажири рейсу, яким він прибув до країни, знаходяться на карантині в готелі в Пномпені.

### Липень-жовтень 2020 року
У липні невеликій кількості приватних шкіл було дозволено знову відкритися для очного навчання з дотриманням ряду протоколів безпеки.
7 вересня після шестимісячного закриття по всій країні були знову відкриті школи для очного навчання. Перед навчанням влада зобов'язала контролювати температуру тіла в присутніх у школах, наявність масок, гігієнічний режим та максимальну кількість присутніх у приміщенні. Казино почали знову відкриватися наприкінці вересня.
Щорічний Водний фестиваль у Пномпені було скасовано в жовтні, щоб мінімізувати ризик великого скупчення людей.

### Листопад-грудень
5 листопада прем'єр-міністр Камбоджі Хун Сен і чотири міністри опинились в карантині після того, як стало відомо, що міністр закордонних справ Угорщини Петер Сіярто захворів на коронавірус. Петер Сіярто перебував із візитом в Камбоджі і зустрічався із високопосадовцями Камбоджі. Станом на 11 листопада міністерство охорони здоров'я протестувало понад 1000 контактних осіб і розпочало пошук контактів у 7 провінціях, при цьому 4 контакти виявилися позитивними. Школи, музеї, розважальні заклади, кінотеатри, пивні та спортзали в Пномпені та Кандалі були закриті на два тижні. Населенню країни рекомендовано уникати великих зібрань, таких як весілля, групові вечері та концерти. Хун Сен спростував чутки про те, що з 12 листопада розглядається запровадження локдауну. Процедури прибуття до країни з-за кордону також були змінені, встановлюючи суворий 14-денний карантин для всіх прибулих незалежно від негативного тесту. Обмеження, пов'язані зі спалахом хвороби від 3 листопада, були зняті 21 листопада.
29 листопада Камбоджа повідомила про першу відому місцеву передачу вірусу в жінки в Пномпені, яка не виїздила за кордон. Усі 6 членів її родини, включаючи її чоловіка, який був генеральним директором Головного департаменту пенітенціарних установ, також дали позитивний результат тестування. У Пномпені було закрито торговий центр AEON, оскільки жінка нещодавно відвідувала його, і по всьому місту та в 3 інших провінціях розпочато пошук контактів. Станом на 30 листопада в рамках цього кластеру було протестовано 382 особи, а станом на 5 грудня в 29 осіб виявлено позитивний результат тестування. Уряд також скасував решту заняття в учбових закладах до кінця року.
Пізніше міністерство охорони здоров'я уточнило, що штам спалаху місцевої передачі вірусу відрізняється від випадку 3 листопада, і припустило, що COVID-19 міг потрапити в країну десь у жовтні та з того часу циркулювати серед населення. Кластер був пов'язаний з донькою директора в'язниці, у якої в жовтні з'явилися симптоми хвороби, і вона, можливо, мала контакт із завезеним випадком.

### Лютий— квітень 2021: масштабний спалах і щеплення
Міністерство охорони здоров'я 4 лютого 2021 року повідомило, що воно видало дозвіл на екстрене застосування вакцини Sinopharm BIBP. Із запланованого мільйона доз 7 лютого була отримана перша партія з 600 тисяч доз. Серед тих, кого вакцинували в першу чергу, були урядовці, військовослужбовці, медичні працівники, освітяни та журналісти. З бюджетом у 170 мільйонів доларів Камбоджа почала свою програму вакцинації 10 лютого. 1 квітня планувалась доставка ще однієї партії із 700 тисяч доз вакцини.
Пізніше уряд закупив вакцину «Ковішелд» 5 березня з першою партією з 324 тисяч доз. Осіб старших 60 років закликали отримати цю вакцину, а для молодших осіб була в наявності вакцина «Sinopharm».
1,5 мільйона закуплених доз китайської вакцини «Коронавак» 1 квітня були готові до використання для зареєстрованих на щеплення осіб віком до 60 років.
Масштабний спалах хвороби, виявлений у Пномпені 20 лютого, розпочався після того, коли в 2 з 4 громадян Китаю, які порушили карантин у готелі «Sokha» за кілька днів до цього, підтвердився позитивний результат тестування на коронавірус. З'явились чутки, що вони проводили час у нічному клубі та кількох інших закладах, у тому числі на острові Ко-Піч. Це був найбільший виявлений спалах місцевої передачі вірусу на той час, і окремі райони міста та підприємства отримали розпорядження про закриття. Розслідування, проведене «Al Jazeera English», показало, що після того, як особи, які знаходилися на карантині, підкупили охоронців, щоб їх випустили, сектор казино Пномпеня та торгівля людьми могли сприяти поширенню спалаху. Лікарні в Пномпені були завантажені до 23 лютого. Пізніше хворих розпочали відправляти до карантинного центру Пномпеня в районі Прекпнов. Один із хворих, який проходив лікування у зазначеному закладі, помер близько 9 години ранку. Повідомлено, що смерть 34-річного китайця була спричинена серцевим нападом через відмову від амфетаміну. Він мав лише незначні симптоми хвороби, та отримав позитивний результат тестування за 3 дні до цього, й цей китаєць був частиною кластера 20 лютого із загальною кількістю 424 активних випадків на той день.
11 березня 2021 року 50-річний камбоджієць помер о 10:40 від хронічного захворювання легенів у Пномпені. Було підтверджено, що його хворобу виявив роботодавець 28 лютого. Цей випадок став першою в країні смертю від COVID-19.
За даними Центрів з контролю та профілактики захворювань у США, усі випадки, які були секвеновані під час спалаху, були інфіковані лінією B.1.1.7, вперше виявленою у Великій Британії, і, ймовірно, почалися від інфікованого пасажира авіакомпанії, який залишив карантин без дозволу в ніч на 8 лютого.
1 квітня в Пномпені було введено комендантську годину з 8 до 5 ночі на 2 тижні. Усі не життєво важливі переміщення та ділову діяльність було припинено. Кількість померлих зросла до 16.
У квітні 2021 року почалася масова вакцинація працівників текстильної промисловості Камбоджі, щоб допомогти розпочати економічне відновлення країни після пандемії; вартість текстильної промисловості в економіці Камбоджі становить приблизно 7 мільярдів доларів.
9 квітня було повідомлено про рекордну добову цифру 576 заражень. 544 з них були в Пномпені, в основному пов'язані з кластерними спалахами на ринку О'Руссей та швейній фабриці в районі Меанчей. Деякі райони Пномпеня були закриті на 14 днів, це було вперше в Камбоджі з початку пандемії. Були введені додаткові обмеження, включаючи заборону на продаж алкоголю та обмеження роботи ресторанів, які могли працювати лише на винос. Коронавірус циркулював на 27 багатолюдних ринках Пномпеня та щонайменше на 120 фабриках з моменту виявлення кластера 20 лютого.

### Квітень–серпень 2021: загальноміські локдауни
6 квітня в Пномпені було запроваджено лікування вдома для хворих із легкими симптомами або безсимптомних.
15 квітня весь Пномпень і Такмау переведено в режим суворого домашнього карантину на два тижні. Прем'єр-міністр Хун Сен попередив, що країна знаходиться на «межі смерті», а Всесвітня організація охорони здоров'я попередила, що країна «на межі національної трагедії» з ризиком перевантаження системи охорони здоров'я. Поліція використовувала тюремне ув'язнення, штрафи та побиття палицею для забезпечення дотримання обмежень. Деякі райони були оголошені «червоними зонами», і в них продовольчі ринки та супермаркети були закриті, і люди не могли виїхати з них, за винятком випадків невідкладної медичної допомоги, а міністерство торгівлі відповідало за розподіл продуктів харчування в них. Унаслідок локдауну тисячі жителів Пномпеня голодували, й потребували екстреної продовольчої допомоги.
24 квітня в Сіануквілі ввели ще один локдаун і кілька «червоних зон». У Пномпені 2 червня було обмежено діяльність «високого ризику». У червні комендантську годину було запроваджено в Сіємреапі та Пойпеті, а також у відповідь на масові спалахи в провінціях країни було повідомлено про запровадження карантину у 3 районах міста Самраонг у провінції Оддармеанчі.
Державний секретар міністерства охорони здоров'я країни Ор Вандіне 12 червня повідомила, що 2,3 мільйона жителів країни були повністю вакциновані. У червні міністерство внутрішніх справ повідомило, що 10-20 % ув'язнених у деяких в'язницях, тобто кілька тисяч осіб, були інфіковані COVID-19.
Станом на 16 червня в Камбоджі було вакциновано 3076775 осіб (з них 1494797 жінок).
18 липня Камбоджа призупинила перетин кордону з В'єтнамом на один місяць за винятком лише для дипломатів, державних службовців, частиних студентів і хворих, які потребували лікування.
Провінції, що межують з Таїландом (Бантеймеанчі, Оддармеанчі, Баттамбанг, Пайлін, Пурсат, Кохконг, Преахвіхеар) і Сіємреап, були переведені на суворий карантин на 14 днів для боротьби з місцевою передачею дельта-варіанту, починаючи з 29 липня. Станом на 31 березня було виявлено 114 випадків дельта-варіанту. Найбільше його виявлено серед мігрантів, які перетинали кордон з Таїландом. За перше півріччя 2021 року з сусідньої країни повернулося понад 60 тисяч осіб. Крім того, по всій країні було запроваджено комендантську годину та обмеження з 21:00 до 3:00.
Програма вакцинації для 2 мільйонів осіб віком 12-17 років була запущена 1 серпня, спочатку в Пномпені, потім в Кандалі, Сіануквілі та Кахконгу.
Станом на 28 липня щеплено 70,43 % цільового населення. Для досягнення запланованої цільової кількості населення мало знадобиться на той день менше 3 тижнів.
У серпні прем'єр-міністр підтвердив, що вакцина «AstraZeneca» буде вводитися як третя доза, призначена для осіб, які займаються боротьбою з поширенням хвороби, та жителів районів, що межують з Таїландом. Він також оголосив про початок застосування вакцини Janssen 2 серпня у високогірних і сільських районах. У районі Тбунгкхум направлено 98485 доз для початку вакцинальної кампанії.
1 серпня МОЗ підтвердило 109 нових випадків дельта-варіанту, з яких 5 випадків було виявлено в Пномпені.

### Листопад 2021 року–до закінчення епідемії: повне відкриття
1 листопада прем'єр-міністр Хун Сен оголосив, що країна повністю відкриє всі заклади, заявивши, що країна досягла колективного імунітету завдяки вакцинації більшості всього свого населення. Щоб прискорити відкриття та сприяти відновленню туризму, Хун Сен також наказав скасувати вимогу щодо карантину для повністю вакцинованих осіб, які прибувають до Камбоджі наземним, повітряним або водним транспортом, починаючи з 15 листопада, як камбоджійців, так і іноземців. Однак їм все одно було потрібно надати сертифікат про відсутність COVID-19, виданий за 72 години до поїздки, і пройти експрес-тести на антиген COVID-19 після прибуття.

## Вплив епідемії
У жовтні 2020 року Програма розвитку ООН передбачила, що рівень бідності в Камбоджі може подвоїтися до 17,6 %, а безробіття може зрости до 4,8 % внаслідок рецесії, спричиненої COVID-19. Очікувалося, що економіка країни скоротиться на 5,5 % у 2020 році після зростання на 7 % у 2019 році.
За даними Азійського банку розвитку в Камбоджі приблизно 390 тисяч осіб втратили роботу. Лише закриття швейних фабрик, найбільших роботодавців Камбоджі, залишило щонайменше 100 тисяч людей без роботи. Багато камбоджійців заборгували мікрофінансовим установам, що наражало їх на ризик бідності, якщо не вдасться погасити кредит. Близько 86 тисяч камбоджійських трудових мігрантів повернулися з Таїланду, коли набуло чинності закриття кордону, з мінімальними можливостями працевлаштування після повернення.
Пандемія серйозно вплинула на туристичний сектор Камбоджі, оскільки міжнародне транспотне сполучення було перервано через обмеження, а всі туристичні візи призупинено. Прибережний туристичний центр Сіануквіль постраждав від зменшення прибуваючих з Китаю. У Сіємреапі продажі квитків до Національного парку Ангкор впали в середньому до 22 людей на день протягом квітня, залишивши Ангкор-Ват, який зазвичай кишить тисячами туристів, майже порожнім. У жовтні продажі квитків до Ангкору впали на 98 % порівняно з жовтнем 2019 року. Парк «Культура камбоджійського села» закрився назавжди. Щонайменше 600 готелів по всій країні було закрито, а понад 10 тисяч працівників туристичного сектору залишилися без роботи.
Понад 3 мільйони дітей у країні постраждали від закриття шкіл. ЮНІСЕФ підкреслила, що адаптація до онлайн-навчання ставить у невигідне становище бідних сільських дітей у Камбоджі, а збої в освіті під час пандемії можуть мати довгострокові наслідки.
Карантинні обмеження та примусове запровадження обмежувальних заходів у квітні 2021 року спричинили перебої з постачанням продуктів харчування в Пномпені, та призвели до десятків тисяч прохань про продовольчу допомогу по всьому місту.

### Відродження «Тінг Монг»

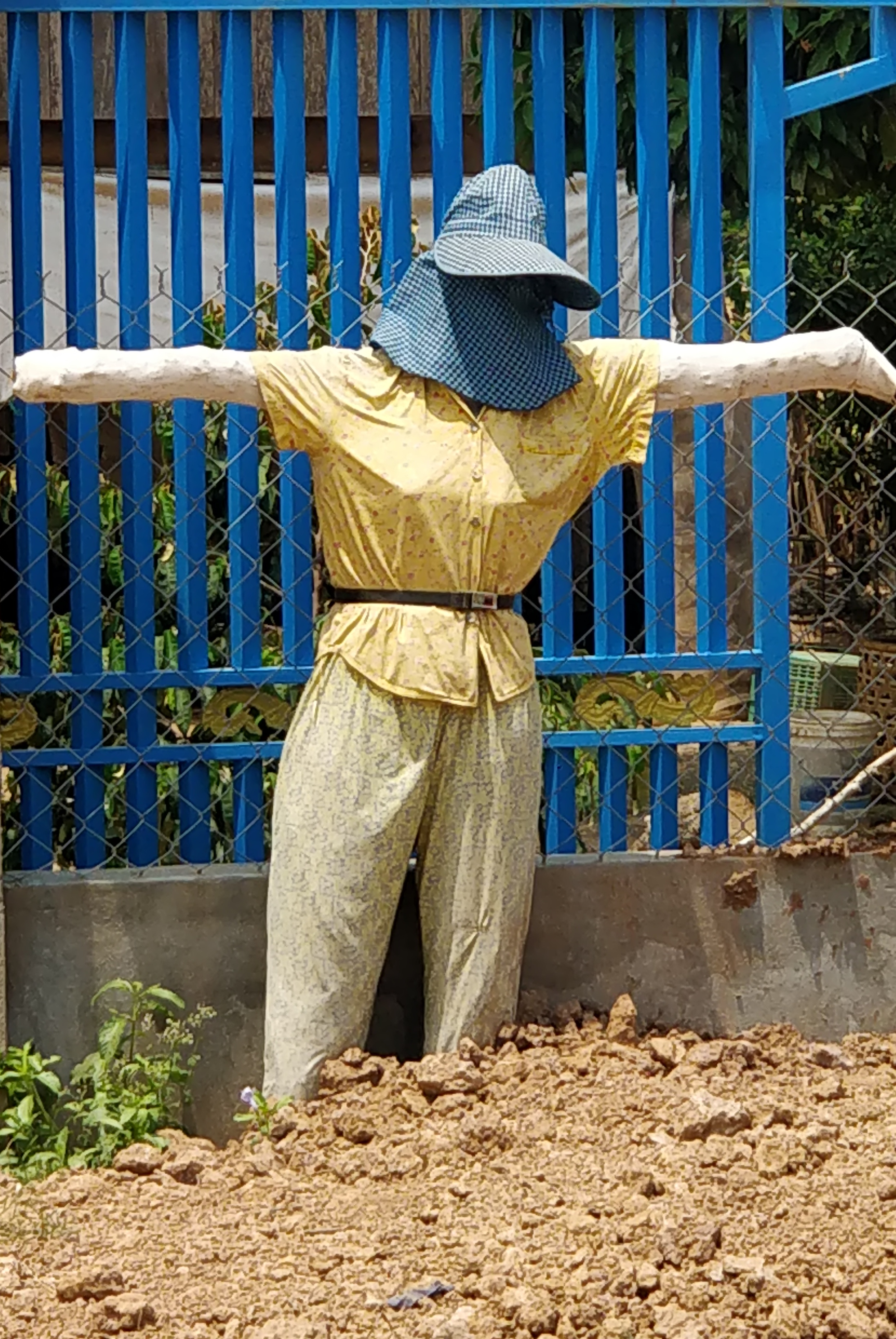
Тінг Монг у 2020 році.

Пандемія COVID-19 у Камбоджі відродила традиційний тінг монг, кхмерське опудало, яке вивішували на зовнішніх стінах приватних будинків або на вході в села як апотропеїчне народне вірування. Ця дивна практика боротьби з поширенням коронавірусу спричинила міжнародний резонанс.

## Гуманітарна допомога
23 березня до Пномпеня прибула команда із семи лікарів-спеціалістів із південного Китаю для допомоги Камбоджі в боротьбі з епідемією коронавірусної хвороби, які привезли велику кількість медичного обладнання, включно з апаратами штучної вентиляції легень, медичними масками, захисними костюмами, наборами для тестування, та інфрачервоними датчиками температури тіла.
У квітні 2020 року В'єтнам безоплатно надав Камбоджі медичного обладнання на суму 100 тисяч доларів, а також 800 апаратів штучної вентиляції легень, 2 мільйони медичних масок і 300 000 респіраторів N95. Прем'єр-міністр В'єтнаму сказав Хун Сену, що Ханой завжди готовий допомогти Камбоджі у запобіганні пандемії. Це одна з найбільших допомог В'єтнаму іншим країнам у профілактиці COVID-19. У липні 2021 року Камбоджа повернула постраждалому на той час більше В'єтнаму медичне обладнання та фінансову допомогу на суму 350 тисяч доларів США.
21 травня 2021 року Камбоджа отримала з Росії 528 упаковок таблеток «Циклоферон» і 520 упаковок ампул «Циклоферон».
Камбоджа пожертвувала мільйони масок для обличчя та засоби індивідуального захисту Лаосу, М'янмі, Східному Тимору та Непалу.
24 грудня 2020 року уряд Австралії пообіцяв допомогти Камбоджі в придбанні та доставці вакцин проти COVID-19. Підтримка включатиме закупівлі, доставку та консультації щодо охорони здоров'я. Це повідомлено зроблено після зустрічі між послом Австралії в Камбоджі Пабло Кангом і міністром економіки та фінансів Камбоджі Ауном Порноніротом у Пномпені 23 грудня.
Завдяки ініціативі Vaccine Maitri Камбоджа отримає 1 мільйон доз вакцини «Ковішелд» з Індії в березні 2021 року. На червень 2021 року надійшло 324 тисяч доз вакцини.
1 квітня 2021 року Японія надала Камбоджі 1 мільйон доларів допомоги через ЮНІСЕФ для активізації процесу вакцинації. Японія також передала 1 мільйон доз вакцини Oxford-AstraZeneca, першу партію з 332 тисяч0 доз було доставлено 23 липня 2021 року.
У липні 2021 року США доставили в Камбоджу 1,06 мільйона доз вакцини Johnson & Johnson за ініціативою COVAX. Перша партія з 450500 доз надійшла 30 липня.
Велика Британія повідомила про передачу Камбоджі 415 тисяч доз вакцини AstraZeneca, яка очікувалася в серпні 2021 року.

## Сприйняття в суспільстві

### Початкові заходи
На початку пандемії повідомлялося, що прем'єр-міністр Хун Сен применшував мастаби пандемії, а Камбоджа не реагувала, намагаючись підтримувати тісні дипломатичні та економічні відносини з Китаєм. У лютому Хун Сен применшив ризик коронавірусу на прес-конференції, припустивши, що засоби масової інформації зробили з вірусу сенсацією, і погрожував вигнати присутніх, які були в масках. Хун Сен також відвідав Китай, щоб у відповідь продемонструвати підтримку Камбоджі, і сам захотів приїхати в Ухань. На відміну від більшості інших країн, Камбоджа не припинила транспортне сполучення з Китаєм, та не евакуювала своїх громадян з Уханя на початку епідемії в місті.
Під час прес-конференції 27 липня 2020 року, через 6 місяців після оголошення надзвичайної ситуації у сфері охорони здоров'я світового масштабу, генеральний директор Всесвітньої організації охорони здоров'я Тедрос Аданом Гебреїсус похвалив Камбоджу за її успіх у «запобіганні великомасштабного спалаху», разом з Новою Зеландією, Руандою, В'єтнамом і Таїландом. ВООЗ також високо оцінила поводження Камбоджі з екіпажем MS Westerdam.

### Тестування
У Камбоджі неодноразово висловлювалось занепокоєння відсутністю програми масового тестування населення на коронавірус, тестування проводилось лише особам, які прибули з-за кордону або тим, хто контактував із підтвердженим випадком хвороби, та не проводилось у випадку «звичайного грипу». Відсутність прозорості цих процедур було підкреслено після візиту міністра закордонних справ Угорщини Петера Сіярто в листопаді 2020 року, як і порушення протоколів безпеки під час зустрічей. Кілька людей, які прибули з Камбоджі в інші країни, отримали позитивний результат на COVID-19 в інші країни. Деякі експерти припустили, що COVID-19 циркулював непомітно в країні протягом 2020 року, в той час як інші припускали, що спекотна погода та перебування на відкритому повітрі знижують рівень передачі вірусу.

### В'язниці
Жоден ув'язнений у Камбоджі не проходив тестування на COVID-19, незважаючи на те, що вони контактували з офіційними особами, які дали позитивний результат, що викликало критику з боку Камбоджійської ліги сприяння та захисту прав людини, особливо через те, що в'язниці Камбоджі часто переповнені. Директор в'язниці Нут Савна розповів лізі сприяння та захисту прав людини у грудні, що в кількох ув'язнених мали гарячку, але їм так і не зробили аналізів, пояснивши це зміною погоди. У червні 2021 року департамент пенітенціарних установ міністерства внутрішніх справ визнав, що 10-20 % ув'язнених у деяких в'язницях були інфіковані COVID-19, що вказує на те, що кілька тисяч випадків хвороби спочатку не тестувалися та не повідомлялося.

### Права людини
30 березня організація Human Rights Watch розкритикувала владу Камбоджі за дискримінаційні дописи щодо камбоджійських мусульман та іноземців на офіційних сторінках в соцмережах та на офіційних сайтах. Зокрема, 17 березня у Facebook з'явився допис, в якому іноземці звинувачувалися у поширенні коронавірусної хвороби в країні. Human Rights Watch також критикувала уряд Камбоджі за використання на її думку надмірних заходів для обмеження прав і свобод людини, включно з арештами критиків та прихильників опозиції за буцімто підбурювання людей та поширення фейкових новин, включно членів Камбоджійської національної партії порятунку та інтернет-журналіста, який просто цитував виступ прем'єр-міністра країни Хун Сена в соціальних мережах.
У квітні 2021 року поліцію Пномпеня розкритикували камбоджійські правозахисні групи та міністр інформації Хієу Канхаріт за застосування побиття палицею для покарання порушників карантину в місті. Правозахисні групи та група спеціальних доповідачів ООН з прав людини також висловили стурбованість щодо суворості покарань за порушення карантину.